# Ulrika Heie
Ulrika Eva Charlotte Heie, tidigare Carlsson, i riksdagen tidigare Ulrika Carlsson i Skövde, född 17 april 1965 i Alingsås landsförsamling, Älvsborgs län, är en svensk lärare och politiker (centerpartist). Hon är ordinarie riksdagsledamot sedan 2006, invald för Västra Götalands läns östra valkrets. Heie är ordförande i trafikutskottet sedan 2022 och var Centerpartiets gruppledare under en period 2024.

## Riksdagsledamot
Heie är ordinarie riksdagsledamot sedan valet 2006.
I riksdagen var hon Centerpartiets gruppledare januari–maj 2024; hon var dessförinnan partiets förste vice gruppledare 2011–2023 och är det åter sedan juni 2024. Heie var under perioden som Centerpartiets gruppledare även ledamot i riksdagsstyrelsen; hon var dessförinnan ersättare i riksdagsstyrelsen 2014–2023 och är det åter sedan juni 2024.
Heie är ordförande i trafikutskottet sedan 2022. Hon är ledamot i krigsdelegationen sedan 2014 och ledamot i riksdagens valberedning sedan 2022.
Hon var ordförande i utbildningsutskottet januari–april 2008 samt ledamot i utskottet 2006–2007 och 2008–2018.
Hon var även ordförande i miljö- och jordbruksutskottet april–november 2020 samt ledamot i utskottet 2018–2020 och 2020–2022.
Utöver detta har hon varit suppleant i bland annat miljö- och jordbruksutskottet, näringsutskottet, utbildningsutskottet och utrikesutskottet.

### Elöverkänslighet
Som riksdagsledamot har Heie minst tre gånger under 20 års tid lämnat in motioner om elöverkänslighet. Hon har dock inget stöd av sitt parti.